# 皮拉瓦
皮拉瓦是波蘭的城鎮，位於該國東部，距離首都華沙59公里，由馬佐夫舍省負責管轄，面積6.62平方公里，2006年人口4,196，人口密度為每平方公里630人。
51°57′N 21°31′E / 51.950°N 21.517°E